# Choqā Gīnū
Choqā Gīnū (persiska: چقا گینو) är en ort i Iran.   Den ligger i provinsen Kermanshah, i den västra delen av landet, 500 km väster om huvudstaden Teheran. Choqā Gīnū ligger 1 360 meter över havet och antalet invånare är 254.
Terrängen runt Choqā Gīnū är varierad.Runt Choqā Gīnū är det ganska tätbefolkat, med 185 invånare per kvadratkilometer. Närmaste större samhälle är Robāţ-e Māhīdasht, 2,1 km öster om Choqā Gīnū. Trakten runt Choqā Gīnū består i huvudsak av gräsmarker.